# Cosmodromo di Sonmiani
Il cosmodromo di Sonmiani è un cosmodromo situato nei pressi della città pakistana di Sonmiani, nella provincia del Belucistan, circa 45 km a nord-est di Karachi. Il sito occupa un'area di 2 km² e viene utilizzato per condurre esperimenti con razzi sonda. È gestito dal 1962 dalla SUPARCO, l'ente spaziale pakistano. È utilizzato anche dalla Commissione pakistana per l'energia atomica per testare missili balistici a propellente solido come l'Hatf-I/IA ed il Ghaznavi.
Il centro è stato ampliato e modernizzato negli anni '90 e tra le sue installazioni ci sono rampe di lancio per vettori, officine di assemblaggio dei vettori, un'area per preparare il carico dei vettori, equipaggiamenti di comunicazione in volo, radar per il tracciamento ad alta velocità, la sala di controllo ed una stazione telemetrica.